# ベンジャミン・ホチキス

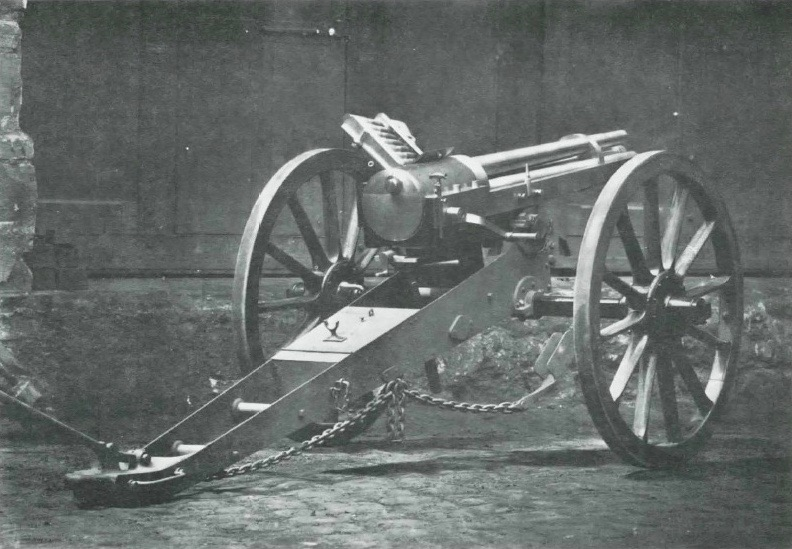
M1874ホチキス・リボルビング・キャノン

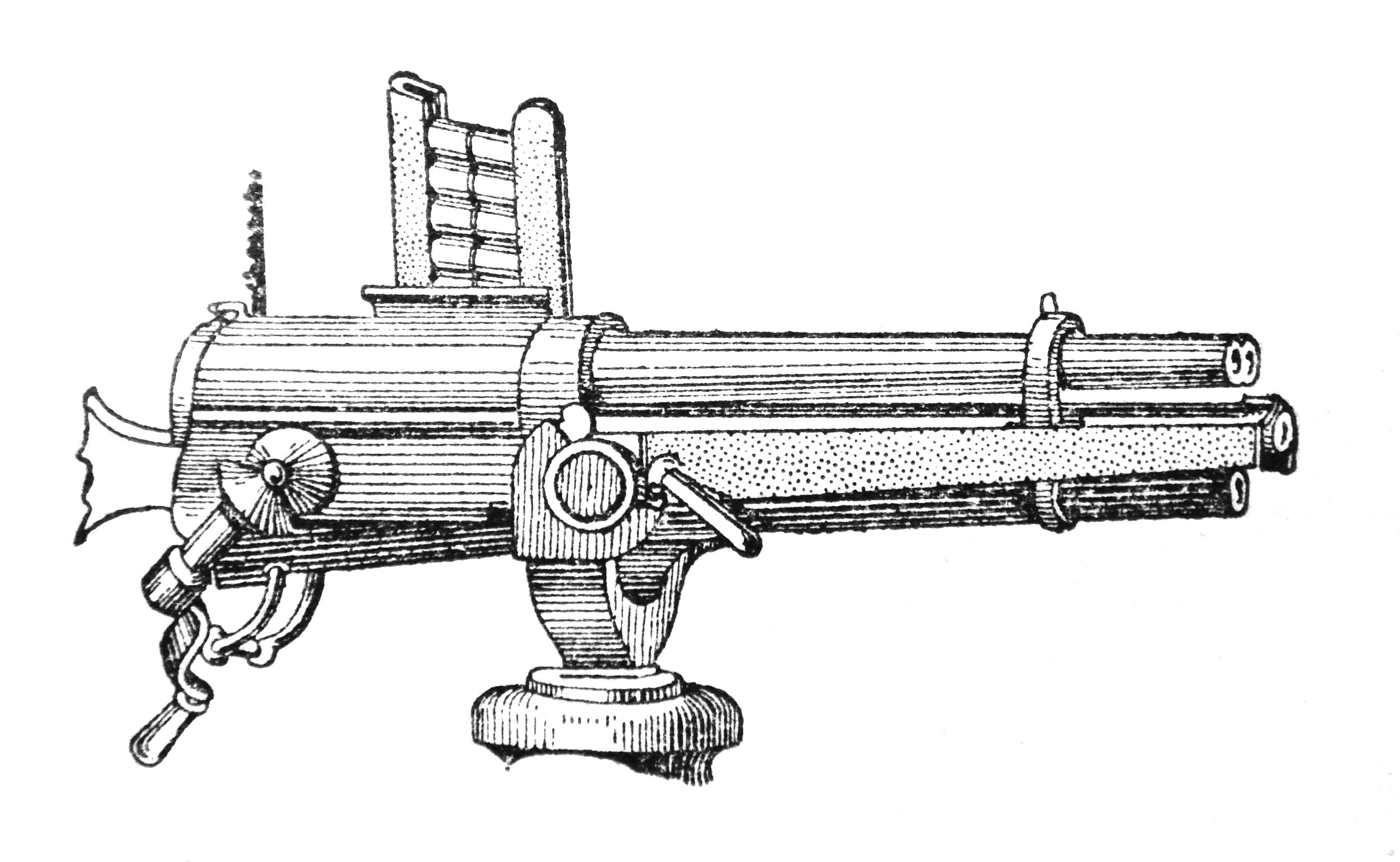
ホチキスが手がけた37mm多砲身砲（1879年）

ベンジャミン・バークリー・ホチキス（Benjamin Berkeley Hotchkiss, 1826年10月1日 - 1885年2月14日）は、アメリカ合衆国出身の銃器設計者。

## アメリカでの活動
1826年、コネチカット州ウォータータウンにて生を受け、幼い頃にシャロンへ移る。彼は父親の機械工場で経験を積み、1850年代からはハートフォードにて銃器工となり、コルト製のリボルバーやウィンチェスター製のライフルを製造した。

## フランスでの活動
南北戦争終結後、アメリカ合衆国政府は兵器の新規調達への関心をほとんど失っていた。1867年、ホチキスはフランスへ移り、オチキス社（Hotchkiss et Cie）として知られる弾薬工場を創業した。工場は当初ロデーズからほど近いヴィヴィエにあり、その後パリ近くのサン＝ドニへ移った。この頃、彼は新型の銃身回転式機関砲を設計し、この砲は彼の名をとってホチキス砲（Hotchkiss gun）と呼ばれた。ホチキス砲は37mmから艦載用の57mmまで4種類の口径があった。
ベンジャミン・ホチキスは1885年にパリで死去した。しかし、その後もオチキス社は存続し、新型の空冷式機関銃を設計した。この機関銃はホチキス機関銃と総称され、第一次世界大戦ではアメリカやフランスを始めとする各国の軍隊で広く使用された。

## 私生活
妻マリア・ビッセル・ホチキスは、のちにシャロンでホチキスを記念してホチキス・ライブラリー（Hotchkiss Library）と名づけた図書館を創設した。レイクヴィルのホチキス・スクールも、ベンジャミン・ホチキスを記念するために彼女が出資したものである。